# ブルー・ジャスミン -砂漠の愛-
ミュージカル・ロマンス『ブルー・ジャスミン』 -砂漠の愛-「ハーレクイン・ロマンス」より（ブルー・ジャスミン さばくのあい）は宝塚歌劇団のミュージカル作品。17場。
雪組公演。
原作はヴァイオレット・ウィンズピア。脚本・演出は阿古健。
公演期間は1983年8月11日から9月27日（第一回・新人公演：9月1日、第二回・新人公演：9月13日）まで宝塚大劇場で上演。東京宝塚劇場公演はない。
併演作品は『ハッピーエンド物語』。

## 概要
※『宝塚歌劇100年史（舞台編)』を参照
アラビアの王子とイギリスの女性との恋愛を描いた物語。
時は1920年代のアラビア。カシム王子は砂漠のオアシスで、人攫いに襲われる美しいイギリス人の女性・ローナを助ける。その女性は、画家であった亡き父のアトリエを求めて一人で砂漠を訪れるのであった。ローナの美しさに魅せられたカシムは、彼女を強引にキャンプに連れ帰る。

## スタッフ
- 音楽：寺田瀧雄、吉崎憲治
- 音楽指揮：岡田良機
- 振付：喜多弘、羽山紀代美
- 擬闘：金田治
- 装置：石浜日出雄、関谷敏昭
- 衣装：任田幾英
- 照明：今井直次
- 音響：松永浩志
- 小道具：上田特市
- 効果：川ノ上智洋
- 演技監督：美吉左久子
- 演出助手：谷正純、日比野桃子
- 制作：武井泰治
- アラビア風俗監修：田中四郎

## 主な配役
- カシム王子 - 麻実れい（第一回・新人公演：一路真輝、第二回・新人公演：杜けあき）
- ローナ - 遥くらら（第一回・新人公演：毬谷友子、第二回・新人公演：北原遥子）